# Alicia Llarena González
Alicia Llarena González (Mogán, 11 de agosto de 1964) es una poeta, investigadora, crítica literaria y docente española. Miembro de la Academia Canaria de la Lengua.

## Trayectoria
Licenciada en Filología Hispánica por la Universidad de La Laguna y Doctora en Filología Hispánica por la Universidad de Las Palmas de Gran Canaria, donde ejerce como catedrática de Literatura Hispanoamericana en la Facultad de Filología desde 2003.
En el ámbito del estudio literario y la crítica, destaca su labor como especialista en la obra y figura de la escritora, poeta y dramaturga, natural de Tenerife, Mercedes Pinto, siendo la impulsora de las diversas ediciones de algunas de sus obras, entre ellas, El divorcio como medida higiénica, así como la realización de diversos ensayos sobre la obra de la autora tinerfeña, como en la publicación Yo soy la novela. Vida y obra de Mercedes Pinto. También ha desarrollado una labor de recuperación de la obra de la escritora y poeta Pino Betancor.
Como creadora poética, comenzó a publicar sus textos en la revista Cartel de las letras de Diario de Las Palmas en 1979, en la que colaboró hasta 1982. Sus poemas y relatos están incluidos en diversos libros colectivos y antologías así como en volúmenes de arte colectivos. Sus trabajos poéticos han sido traducidos al italiano, árabe, portugués y gallego.  
Ha sido poeta invitada en diferentes Festivales Internacionales de Poesía como los celebrados en Las Palmas de Gran Canaria, en la Casa Jaime Sabines de la Ciudad de México o el Festival Hispanoamericano de Escritores de La Palma.
En noviembre de 2019, presentó su poemario El amor ciego Coordina la actividad La ciudad escrita. Literatura para amar Las Palmas de Gran Canaria, una actividad impulsada por el Ayuntamiento de Las Palmas de Gran Canaria.
En marzo de 2022, presenta en la Casa de Colón de Las Palmas de Gran Canaria el volumen Al volar, El País Gráfico, una obra que reúne los textos publicados en prensa escrita por la escritora tinerfeña Mercedes Pinto, en un acto en el que estuvo acompañada por la periodista y escritora Josefa Molina Rodríguez y la profesora de Filología Hispánica de la Universidad de Las Palmas de Gran Canaria, Belén González Morales.

## Reconocimientos
En 1982, obtuvo la Mención de poesía en el VIII Certamen de Cuento y Poesía Miguel de Cervantes, que se otorga en el municipio de Alcalá de San Juan (Ciudad Real). En 1985, se hizo con el Primer Premio de prosa en el VI Certamen literario María Agustina por su relato Memorias del desencuentro. Ese mismo año logró el Primer Premio en el I Certamen de Narrativa Corta Casa de Venezuela, en Tenerife, con la novela breve titulada Septiembre, y en diciembre del mismo año recibió el Primer Premio del Certamen Juvecán-85, por  el relato titulado Cuando no se oiga el mar.
En 1995, logró el Premio Internacional de Poesía Ciudad de Santa Cruz de La Palma con el libro Fauna para el olvido. 
En su faceta como investigadora, ha obtenido diversos reconocimientos, entre ellos, el Premio Especial de Investigación Canarias-América al estudio Yo soy la novela. Vida y obra de Mercedes Pinto, otorgado por la Casa de Colón de Las Palmas de Gran Canaria, en 2001.
En 2006, entró a formar parte de la Academia Canaria de la Lengua, cuyo discurso de ingreso titulado Memoria, identidad y espacio, fue publicado por la Academia ese mismo año.
Está incluida en la Antología de 100 Escritoras Canarias de María del Carmen Reina Jiménez y en el Diccionario de escritoras canarias del siglo XX  de Blanca Hernández Quintana. 
En febrero de 2020, recibió un reconocimiento por parte del Ayuntamiento de Mogán, su municipio de nacimiento, junto a otros doce escritores.

## Obras
Poesía
- 1991, Vuelo libre
- 1997, Fauna para el olvido, Ediciones La Palma, ISBN 978-84-87417-85-6
- 2009, El arte de las flores secas, Ediciones Idea,  ISBN 978-84-9941-145-3
- 2019, El amor ciego, Huerga y Fierro Editores, ISBN 978-84-120673-8-5
- 2022, Las palabras importantes, ISBN 978-84-18813-38-2[19]

Relato
- 1991, Impresiones de un arquero, Vicenconsejería de Cultura y Deportes del Gobierno de Canarias, ISBN 84-87137-83-0

Ensayo-Crítica literaria 
- 1994, Poesía cubana de los años 80. Ediciones La Palma, ISBN 84-87417-39-6
- 1997, Realismo Mágico y Lo Real Maravilloso: una cuestión de verosimilitud, Ediciones Hispamérica, ISBN 0-935318-24-0
- 2001, El divorcio como medida higiénica, de Mercedes Pinto (Edición e introducción de Alicia Llarena) Cabildo de Gran Canaria -Instituto Canario de la Mujer, ISBN 84-8103-286-7
- 2001, Ventanas de colores, de Mercedes Pinto (Edición e introducción de Alicia Llarena) Cabildo de Gran Canaria-Instituto Canario de la Mujer, ISBN 84-8103-287-5)
- 2001, Un señor... cualquiera, de Mercedes Pinto (Edición e introducción de Alicia Llarena), Cabildo de Gran Canaria-Instituto Canario de la Mujer, ISBN 84-8103-285-9
- 2003,  Infortunios de Alonso Ramírez, de Carlos de Sigüenza y Góngora (Edición de Belén Castro y Alicia Llarena) Universidad de Las Palmas de Gran Canaria, ISBN 84 - 95792-41-9.
- 2003, Yo soy la novela. Vida y obra de Mercedes Pinto. Cabildo Insular de Gran Canaria-Instituto Canario de la Mujer, ISBN 84 -8103-330-8
- 2003, La memoria encendida (poesía inédita), de Pino Betancor (Edición e introducción de Alicia Llarena) Tenerife, Baile del Sol, ISBN 84-96225-17-8.
- 2004, Pino Betancor. Poemas (Selección y Estudio de Alicia Llarena) Tenerife, InterSeptem, ISBN 84-96239-03-9.
- 2006, Memoria, identidad y espacio (Discurso de ingreso en la Academia Can aria de la Lengua), Islas Canarias, Academia Canaria de la Lengua, 2006. ISBN 84-96059-32-4.
- 2007, Espacio, identidad y literatura en Hispanoamérica, México, ISBN 978-970-660-199-5.
- 2009, Geografía sentimental, de Mercedes Pinto (Compilación y prólogo de Alicia Llarena), Islas Canarias, Gobierno de Canarias, 2009. ISBN 978 -84-7947-487-4
- 2009, Mercedes Pinto: paisaje interior (Alicia Llarena y Antonio Becerra Bolaños, coords.), Tenerife, Gobierno de Canarias, 2009.
- 2020, Mercedes Pinto, La escritora que abrió ventanas de colores (Volumen ilustrado), Vegueta Ediciones, ISBN 978-84-947237-5-9
- 2022, Al volar, El País Gráfico. Mercedes Pinto. ISBN 978-84-18818-70-7